# 1-й Предпортовый проезд
1-й Предпорто́вый проезд — улица в Московском районе Санкт-Петербурга. Отходит от пересечения 5-го Предпортового проезда, улиц Костюшко и Галстяна, являясь, по сути, продолжением последней. Протяжённость — 535 м.

## История
Проезд получил название в 1975 году.

## Здания и сооружения
- дом 11б — питомник растений
- складские помещения
- производственные территории

## Транспорт
- Метро: «Московская» (1100 м)
- Автобус: № 3, 13, 13А, 31, 62, 63, 90, 150, 155, 187, 299, 301, 431
- Троллейбус: № 17
- Платформы: Предпортовая (1300 м), Ленинский Проспект (1350 м)

## Пересечения
- 5-й Предпортовый проезд
- улица Костюшко
- улица Галстяна